# ФК Дордој
Дордој (рус. Дордой) je киргистански фудбалски клуб из Бишкека. Клуб је основан у 1997 године. Игра у Првој лиги Киргистана.
Осмоструки је шампион Киргистана, шест пута победник купа Киргистана (2004, 2005, 2006, 2008, 2010, 2012), двапут победник Купа АФЦ председника (2006, 2007), два пута освојио Супер куп Киргистана (2012, 2013).

## Стара имена
- 1997—1998: Дордој Нарин
- 1998—1999: Дордој-Жаштик-СКИФ
- 1999—2004: Дордој Нарин
- 2004—2010: Дордој-Динамо Нарин
- 2010—н.в. Дордој Бишкек.

## Достигнуће
- Премијер лига Киргизије
  -  Шампион (12): 2004, 2005, 2006, 2007, 2008, 2009, 2011, 2012 2011, 2014, 2018, 2019, 2020
  -  Вице-шампион (1): 2010
  -  Треће место (3): 2001, 2002, 2003
- Куп Киргизије
  -  Шампион (4): 2004, 2005, 2006, 2008, 2010, 2012
- Суперкуп
  -  Шампион (2): 2012, 2013[1]
  -  Шампион (2): 2006, 2007